# Owen County (Indiana)
Owen County is een county in de Amerikaanse staat Indiana.
De county heeft een landoppervlakte van 998 km² en telt 21.786 inwoners (volkstelling 2000). De hoofdplaats is Spencer.

## Bevolkingsontwikkeling

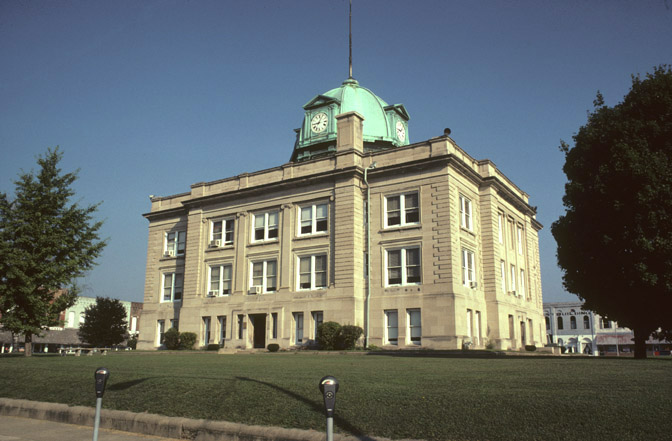
Owen County Courthouse